# 马齿毛兰
马齿毛兰（学名：Eria szetschuanica）为兰科毛兰属下的一个种。

## 扩展阅读
- 維基物種上的相關：马齿毛兰